# Boris Maxowitsch Gurewitsch
Boris Maxowitsch Gurewitsch (russisch Борис Максович Гуревич; * 23. März 1931 in Moskau; † 10. Januar 1995 ebenda) war ein sowjetischer Ringer. Bei den Olympischen Spielen 1952 gewann er die Goldmedaille im Fliegengewicht in der griechisch-römischen Stilart.

## Erfolge
- 1952, Gold, OS in Helsinki, GR, Bg, vor Ignazio Fabra, Italien, Leo Honkala, Finnland und Heinrich Weber, BR Deutschland
- 1953, 1. Platz, WM in Neapel, GR, Bg, vor Ahmet Bilek, Türkei und Maurice Mewis, Belgien
- 1958, 1. Platz, WM in Budapest, GR, Bg, vor Sándor Kerekes, Ungarn, Borivoje Vukov, Jugoslawien und Maurice Mewis